# Karoline Preisler

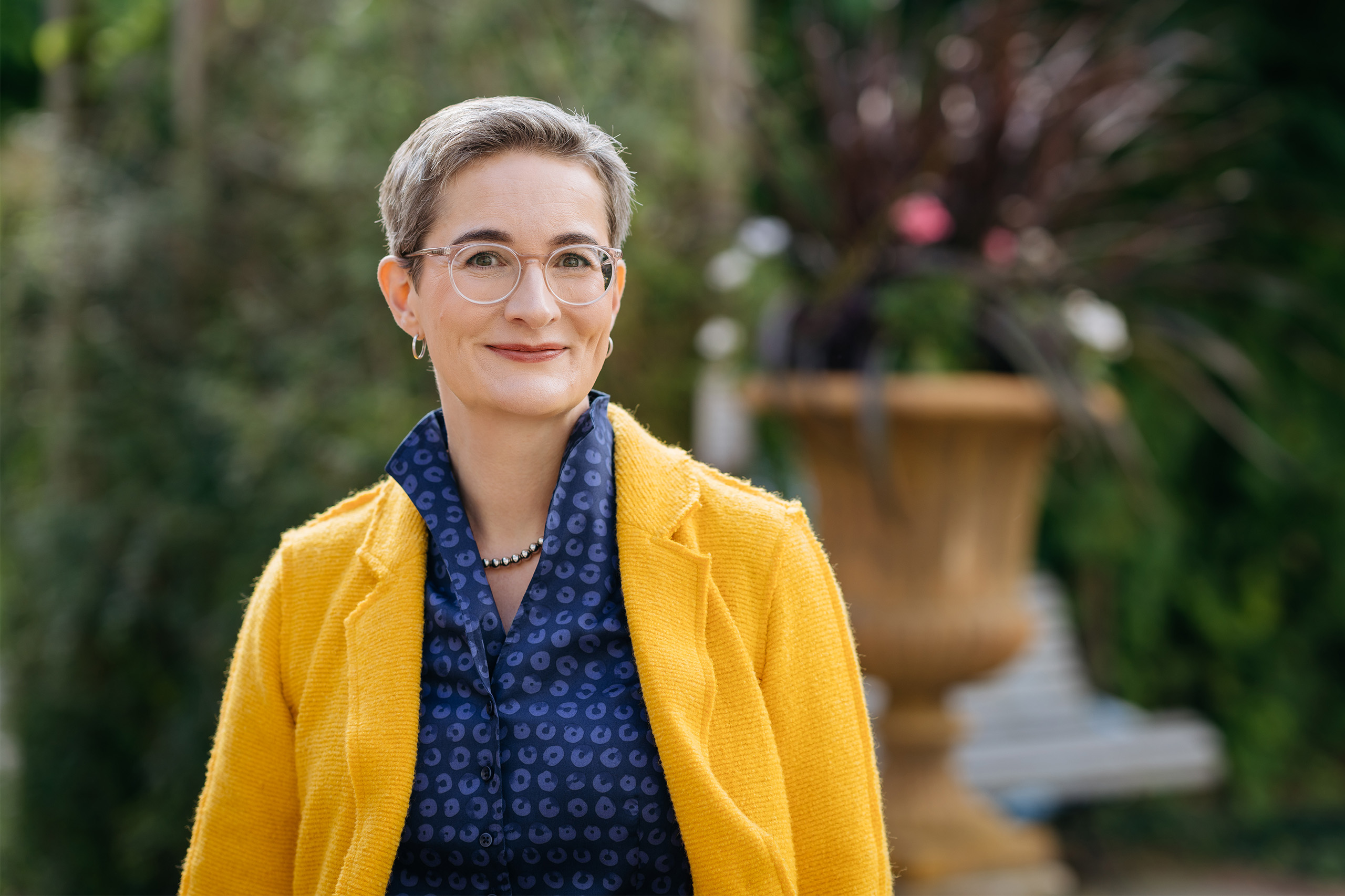
Karoline Preisler, 2020

Karoline M. Preisler (* 3. Juli 1971 in Ost-Berlin) ist eine deutsche Aktivistin, die ab der COVID-19-Pandemie mediale Aufmerksamkeit erhielt und später als Einzelperson am Rande von propalästinensischen, antiisraelischen und rechten Demonstrationen in Berlin mit Schildern auftrat, die sich gegen Antisemitismus richteten und die sexuelle Gewalt durch die Hamas während des Terrorangriffs am 7. Oktober 2023 thematisierten, um so mit den Demonstranten das Gespräch zu suchen. Preisler ist Autorin eines Sachbuchs, ehrenamtliche Politikerin (FDP) und Juristin.

## Leben
Preisler besuchte bis 1988 eine Polytechnische Oberschule in Ost-Berlin und begann anschließend eine Ausbildung in der Verwaltung. Sie stand nach eigenen Angaben der Kirche von Unten nah. Von 1991 bis 1993 absolvierte sie eine Ausbildung zur Rechtsanwalts- und Notarfachangestellten. Ab 1997 studierte sie Rechtswissenschaften an der Universität Potsdam, schloss im Jahr 2002 ihr Erstes Staatsexamen in Potsdam und ihr Zweites Staatsexamen 2004 in Berlin ab. Von 2004 bis 2012 war sie als Juristin in Berlin, ab 2012 in Barth tätig. Ende 2022 zog sie erneut nach Berlin.
Preisler war 16 Jahre lang mit dem Bundestagsabgeordneten Hagen Reinhold (FDP) liiert (bis 2022) und hat vier Kinder.

## Parteiaktivitäten
Preisler trat 2013 in die FDP ein und war zunächst kommunalpolitisch aktiv. 2018 kandidierte sie ohne Mandat ihrer Partei für das Bürgermeisteramt ihrer Gemeinde. Im selben Jahr löste sich durch einen Streit mit ihr die FDP-Fraktion in der Stadtvertretung von Barth auf, nachdem Stadtverordnete auch wegen Preislers Bürgermeisterkandidatur aus der FDP ausgetreten waren. Preisler wurde aus dem Ausschuss für Schule und Soziales und aus dem Aufsichtsrat der Stadtwerke abberufen. Im Mai 2019 erhielt sie bei der Wahl der Gemeindevertretung 18 Stimmen (0,7 %) und 28 Stimmen (1,8 %) bei der Wahl der Kreistage der Landkreise. Auch trat sie als FDP-Spitzenkandidatin für Mecklenburg-Vorpommern auf Listenplatz 19 der Bundesliste ihrer Partei zur Europawahl 2019 an.
Im Oktober 2022 schlug der Landesvorstand der FDP Brandenburg Preisler als Verfassungsrichterin für das Verfassungsgericht des Landes Brandenburg in Potsdam vor. Im Dezember 2022 zog Preisler ihre Kandidatur zurück. Nachdem Ereignisse in ihrem Privatleben für Schlagzeilen gesorgt hatten, habe sie „Schaden von der Würde des Amtes einer Verfassungsrichterin“ abwenden wollen. Zuvor hatte sich bereits abgezeichnet, dass sie die erforderliche Zweidrittelmehrheit im Landtag Brandenburg nicht erhalten würde.
Sie war von 2014 bis 2023 Vorsitzende der 2009 gegründeten Arno-Esch-Stiftung, einer parteinahen Stiftung der FDP Mecklenburg-Vorpommern.
Nach eigenen Angaben erfuhr sie im Sommer 2019, dass ihr Name auf einer Nordkreuz-Feindesliste stand. Bei einem im Februar 2020 von ihr vermuteten Böller-Angriff mit Feuerwerkskörpern auf sie und ihre Tochter handelte es sich laut Ermittlungen des Staatsschutzes um spielende Kinder und Jugendliche.

## Engagement und Positionen
Preisler geht nach eigenen Angaben auf Demonstrationen, deren Ziele sie nicht teilt, um den direkten Kontakt mit Demonstranten zu suchen und mit ihnen ins Gespräch zu kommen. Laut Taz wurde sie zur „Zielscheibe für Querdenker, Reichsbürger und Islamisten“. Laut dem Berliner Tagesspiegel sind „Blumenstrauß, Pappschilder und grelle Mantelfarben“ ihr „Markenzeichen“ bei den Demonstrationen. Dabei protestiert sie allein und steht meist am Rand. Ihr Ziel sei es, „mit den pro-palästinensischen Demonstranten ins Gespräch zu kommen, den kleinsten gemeinsamen Nenner auszuloten, bei allen Kontroversen auch Gemeinsamkeiten zu erforschen“. Für diese Art zu protestieren habe sie sich in Folge einer NPD-Versammlung gegen eine Asylunterkunft „vor langer Zeit“ entschieden, so Preisler 2024.

### COVID-19-Pandemie
Im März 2020 steckte sich Preisler mit dem Corona-Virus an, nachdem sich ihr Partner mit dem Virus in Ischgl im Skiurlaub infiziert hatte. Sie war zunächst mit ihren Kindern zu Hause in Quarantäne und wurde dann in einer Klinik in Stralsund behandelt. Über den Krankheitsverlauf und die Begleiterscheinungen berichtete sie via Twitter in einem „Corona-Tagebuch“. Durch den offenen Umgang mit der Erkrankung erhielt Preisler Aufmerksamkeit bei Twitter, in nationalen und internationalen Medien. Sie wurde in Talkshows wie maischberger. die woche und Markus Lanz eingeladen. Laut der Ostsee-Zeitung äußerte Preisler 2022 in einem Interview, man habe in der Pandemiezeit in der Barther „Stadtvertretung darüber diskutiert, die Häuser von Infizierten mit Zeichen zu versehen“, sie selbst sei als „Hexe, die die Seuche nach Barth eingeschleppt hat“, bezeichnet worden. Ein daraus resultierendes Verfahren gegen sie wurde Ende 2023 eingestellt; Preislers Verhalten habe zwar den strafrechtlichen Tatbestand der üblen Nachrede  erfüllt, so Staatsanwaltschaft und Gericht, die Schuld sei aber als gering anzusehen und es bestehe kein öffentliches Interesse an der Verfolgung. Preisler gab an, es handele sich um eine in den Medien ihr zugeschriebene Äußerung, die sie nicht getätigt habe.

### Sachbuchveröffentlichung
2021 veröffentlichte sie ihr Sachbuch Demokratie aushalten! Über das Streiten in der Empörungsgesellschaft, in dem sie laut Deutschlandfunk für „offenere Debatten“ wirbt, „nicht nur, aber auch im Ringen um die richtige Anti-Corona-Politik“. Preisler beschreibt die Erfahrungen der eigenen Corona-Erkrankung und der gesellschaftlichen Folgen. Sie schrieb das Buch laut Amos-Preis-Jury „für die Mitmenschen, die sie und ihre Familie während ihrer Krankheit angegriffen hatten und sagten, sie lebten in einer „Corona-Diktatur““.

„Die Verweigerung einer Debatte ist in meinen Augen falsch. Eine Demokratie korrigiert sich nur dann selbst, wenn Kritik ausgesprochen und gehört wird.“

### Demonstrationen ab 2020

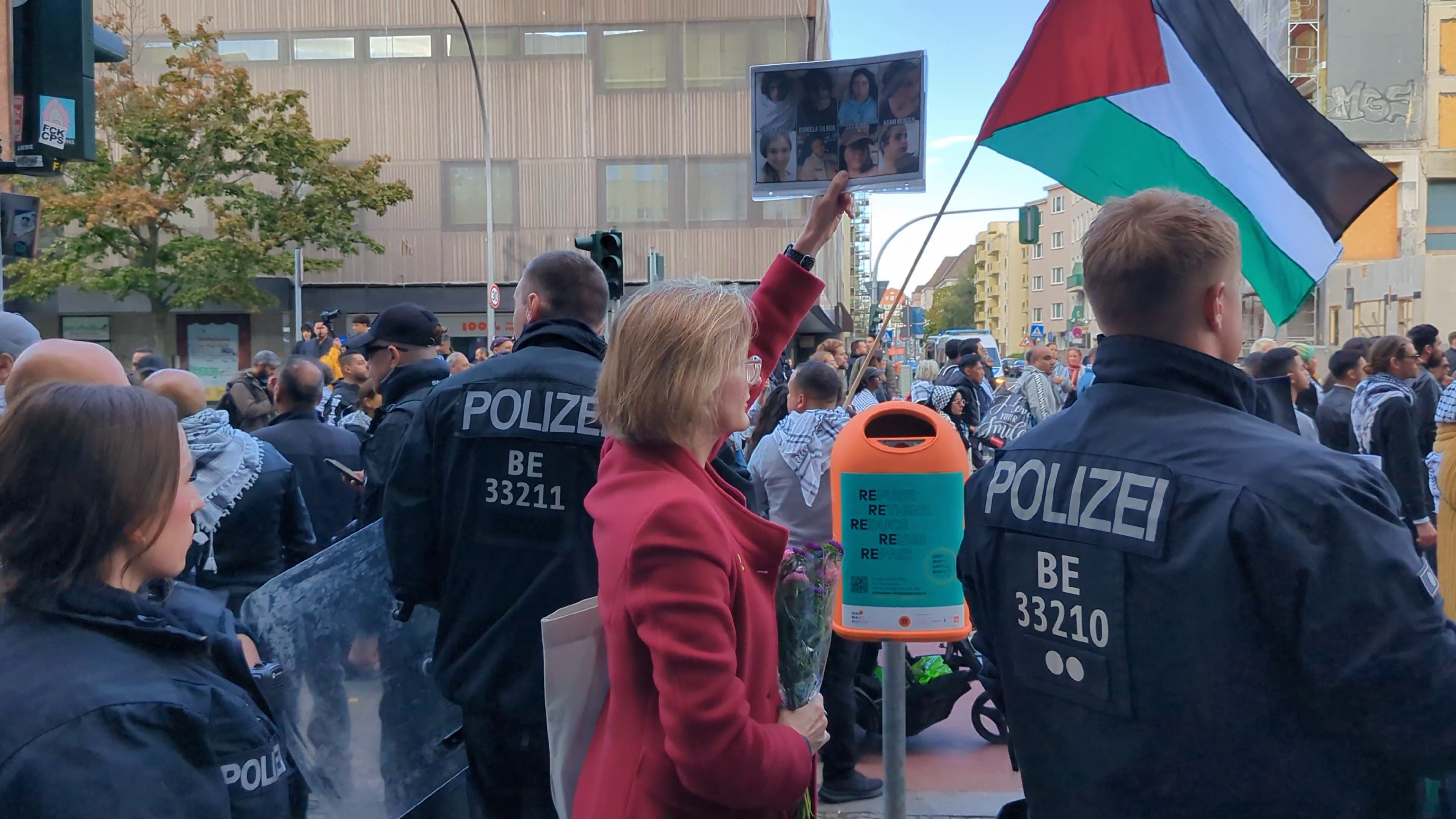
Karoline Preisler am 28. September 2024 mit Blumenstrauß und einem Schild mit Fotos der israelischen Geiseln am Rande einer Demonstration auf der Müllerstraße in Berlin-Wedding (2024)

Ende August 2020 suchte sie auf einer Berliner Großdemonstration die Sachdiskussion mit Kritikern der staatlichen Einschränkungen wegen der COVID-19-Pandemie und bemühte sich um Deeskalation, erneut Anfang Oktober bei einer Kundgebung in Konstanz. Zu dieser Zeit litt sie weiterhin unter Folgen ihrer COVID-19-Erkrankung wie Luftnot. Auf den Demonstrationen führte sie ein Schild mit der Aufschrift „Ich hatte Covid-19 und mache mir Sorgen um euch“ mit.
Bei pro-palästinensischen Demonstrationen in Berlin in der Folge des Gaza-Krieges, die  anti-israelischen oder antisemitischen Charakter hatten, protestierte Preisler mit Schildern, die die geschlechtsspezifische und sexuelle Gewalt durch die Hamas während des Terrorangriffs am 7. Oktober 2023 thematisieren. So zeigte sie regelmäßig ein Schild mit der Aufschrift „Rape is not resistance“ („Vergewaltigung ist kein Widerstand“), „Believe Israeli Women“ („Glaubt den israelischen Frauen“) und Fotos der beim Terrorangriff der Hamas verschleppten, geschändeten und getöteten Deutsch-Israelin Shani Louk. Sie wurde auf diesen Demonstrationen angefeindet, bedroht, bespuckt, bedrängt und geschlagen und musste daher von der Polizei geschützt werden.
Bei einer Neonazi-Demonstration aus dem Umfeld der Deutsche Jugend Voran durch Berlin-Mitte im Februar 2025 stellte sich Preisler vor einen Neonazi und hielt ein Schild hoch mit der Parole „Gegen Antisemitismus“, in der anderen Hand hielt sie einen Blumenstrauß.
Im März 2025 wurde Preisler bei einer propalästinensischen Demo körperlich angegriffen. Sie wurde mit einer Fahnenstange aus Holz geschlagen und verletzt.

## Auszeichnungen
Am 13. März 2022 wurde Karoline Preisler mit dem Amos-Preis der Offenen Kirche für ihren „Einsatz (…) für eine konstruktive Streitkultur im Geist der Freiheit und des Respekts vor Andersdenkenden, für den sie auch persönliche Nachteile in Kauf nimmt“ ausgezeichnet.
Preisler ist Preisträgerin des Jahres 2024 des Eugen-Kogon-Preises. Sie erhielt die Ehrung für ihre „klare Haltung gegen Extremismus“ und ihren „offenen Dialog mit Kritikern der Demokratie“.
Sie wurde für den Simon-Wiesenthal-Preis 2024 in der Kategorie bürgerschaftliches Engagement gegen Antisemitismus und Aufklärung über den Holocaust nominiert.